# Action-Adventure
Action-Adventure (von englisch action adventure game „Aktions-Abenteuer-Spiel“) ist ein Computerspielgenre, das Elemente des Adventures mit Elementen des Actionspiels kombiniert, also sowohl das Lösen von Rätseln als auch Geschick erfordert.

## Gameplay
Üblicherweise steuert der Spieler in einem Action-Adventure eine einzelne Spielfigur, die levelbasiert oder in einer kontinuierlichen Spielwelt bestimmte Aufgaben erledigen muss. Dazu gehören neben den die Geschicklichkeit fordernden Spielelementen wie Springen (siehe Jump ’n’ Run) und Kämpfen gegen verschiedene Gegner auch die für ein Adventure-Spiel charakteristischen Rätsel. Diese können etwa darin bestehen, bestimmte Gegenstände zu finden, eventuell zu kombinieren und dann an den richtigen Stellen zum Einsatz zu bringen, um Hindernisse (beispielsweise verschlossene Türen) zu überwinden und im vom Spieldesigner angelegten Handlungsstrang voranzukommen. Chris Crawford abstrahiert dieses Prinzip und beschreibt es als „Obstructionist Stories“.

## Spielperspektive
Die ersten Action-Adventures bis in die frühen 1990er-Jahre wurden meist in Draufsicht (z. B. Atic Atac, The Game of Robot) oder in Seitenansicht (Underwurlde) dargestellt. Später gab es auch die isometrische Perspektive oder seit Aufkommen der 3D-Grafik die Egoperspektive und besonders häufig die Third-Person-Perspektive.

## Bekannte Vertreter
Das erste Action-Adventure war 1979 Adventure für das Atari-2600-System. Als bekannteste Reihe des Genres kann Tomb Raider angesehen werden, das Rätsellösen, Kämpfe und Jump-and-Run-Einlagen verbindet. Von der verkauften Stückzahl her noch erfolgreicher ist die Konsolen-Reihe The Legend of Zelda, die auch Elemente von Rollenspielen beinhaltet und deren Einordnung zwischen Action-Adventure und Action-Rollenspiel umstritten ist.
Weitere Spiele stehen in der Kategorie:Action-Adventure.

## Verwandte Genres
Action-Adventures haben verschiedene Mischformen mit anderen Spielen gebildet, so dass eine klare Abgrenzung oft nicht möglich ist. Typisch sind, wie bereits angeführt, Kombinationen aus Action-Adventures und Jump-and-Run-Spielen. Auch der Übergang zum Third-Person-Shooter ist teils fließend.
Parallelen bestehen zu den Action-Rollenspielen, die, ebenso wie die Action-Adventures, die Story- und Rätselelemente anderer Rollenspiele zurückbauen und den Spielschwerpunkt auf das Töten großer Gegnermassen verlagern. Die Abgrenzung wird hier üblicherweise danach vorgenommen, ob ein Rollenspielsystem verwendet wird.
Action-Adventures, die 2D-Elemente (Side-Scroller, Jump ’n’ Run) sowie eine große, sich im Spielverlauf durch den Einsatz erworbener Power-Ups allmählich erschließende Welt kombinieren (wie z. B. Shadow Complex), werden auch als Metroidvania bezeichnet. Der Name setzt sich aus Metroid und Castlevania zusammen, die zu den bekanntesten Vertretern dieses Subgenres gehören.